# Ennis (Texas)
Ennis ist eine Stadt im Ellis County im US-Bundesstaat Texas in den Vereinigten Staaten. Das U.S. Census Bureau hat bei der Volkszählung 2020 eine Einwohnerzahl von 20.159 ermittelt.

## Geographie
Die Stadt liegt an der Zusammenführung der Interstate 45 mit den Highways 34 und 287 sowie den Landstraßen 85, 879, 1183 und 1722 im Südosten des Countys im mittleren Nordosten von Texas und hat eine Gesamtfläche von 47,7 km².

## Geschichte
Benannt wurde die Stadt nach Cornelius Ennis, einem Verantwortlichen und späteren Direktor der Houston and Texas Central Railroad und ehemaliger Bürgermeister von Houston (1856–1857). Die Eisenbahngesellschaft verlegte hier 1871 ihre Gleise und 1872 machte der erste Zug hier seinen Halt, auf der Fahrt von Corsicana nach Dallas. Im gleichen Jahr wurde im Bahnhofsgebäude auch das erste Postbüro eröffnet.

## Veranstaltungen
Heute ist die Stadt auch überregional bekannt, hauptsächlich durch den Texas Motorplex, jährlich von Februar bis November, meist wöchentlich stattfindende Rennveranstaltungen mit Drag Racing, Drag Bikes und Muscle Cars.
Auch das an jedem letzten Wochenende im Mai stattfindende Polka Festival, ein Gedenkfest der ersten Einwanderer und Siedler an ihren Herkunftsort, mit Parade, Straßentanz, Kostümen, traditionellem tschechischen Essen und Polka-Tanzgruppen ist weit über die Stadtgrenzen hinaus bekannt.

## Demografische Daten
Nach der Volkszählung im Jahr 2000 lebten hier 16.045 Menschen in 5.335 Haushalten und 3.947 Familien. Die Bevölkerungsdichte betrug 344,4 Einwohner pro km². Ethnisch betrachtet setzte sich die Bevölkerung zusammen aus 66,57 % weißer Bevölkerung, 14,71 % Afroamerikanern, 0,47 % amerikanischen Ureinwohnern, 0,29 % Asiaten, 0,01 % Bewohnern aus dem pazifischen Inselraum und 15,93 % aus anderen ethnischen Gruppen. Etwa 2,03 % waren gemischter Abstammung und 33,19 % der Bevölkerung waren spanischer oder lateinamerikanischer Abstammung.
Von den 5.335 Haushalten hatten 38,1 % Kinder unter 18 Jahre, die im Haushalt lebten. 54,4 % davon waren verheiratete, zusammenlebende Paare. 14,5 % waren allein erziehende Mütter und 26,0 % waren keine Familien. 22,8 % aller Haushalte waren Singlehaushalte und in 10,1 % lebten Menschen, die 65 Jahre oder älter waren. Die Durchschnittshaushaltsgröße betrug 2,95 und die durchschnittliche Größe einer Familie belief sich auf 3,45 Personen.
30,4 % der Bevölkerung waren unter 18 Jahre alt, 10,6 % von 18 bis 24, 27,7 % von 25 bis 44, 18,5 % von 45 bis 64, und 12,8 % die 65 Jahre oder älter waren. Das Durchschnittsalter war 31 Jahre. Auf 100 weibliche Personen aller Altersgruppen kamen 95,7 männliche Personen. Auf 100 Frauen im Alter von 18 Jahren und darüber kamen 91,4 Männer.

Das jährliche Durchschnittseinkommen eines Haushalts betrug 38.923 USD, das Durchschnittseinkommen einer Familie 44.608 USD. Männer hatten ein Durchschnittseinkommen von 28.585 USD gegenüber den Frauen mit 22.855 USD. Das Prokopfeinkommen betrug 15.677 USD. 13,0 % der Bevölkerung und 10,4 % der Familien lebten unterhalb der Armutsgrenze. Davon waren 17,3 % Kinder und Jugendliche unter 18 Jahren und 15,7 % waren 65 oder älter.